# Lepanthes volador
Lepanthes volador är en orkidéart som beskrevs av Carlyle August Luer och Alexander Charles Hirtz. Lepanthes volador ingår i släktet Lepanthes och familjen orkidéer. Inga underarter finns listade i Catalogue of Life.